# Annonskuriren
Annonskuriren  var en dagstidning utgiven i Stockholm från den 14 juni 1878  till den 14 mars 1879. 
Utgivare  och redaktör var  kontorsskrivaren Eugène Lagercrantz, som den 20 maj 1878 erhöll utgivningsbevis för Annonskuriren. Litteratören G. A. Ossian Limborg  erhöll 1 mars 1879 utgivningsbevis för Gamla Annonskuriren, men den tidningen kom aldrig att ges ut. Med Annonskuriren skulle följa såsom gratis bilaga: New-Yorks mysterier av Ned Buntline, i bearbetning av Omar Biltog pseudonym för Ossian Limborg. Den skulle komma ut på fredagar med 4 sidor men bara ett nummer kom ut. 
Annonskuriren kom ut två gånger i veckan tisdag och fredag med 4 sidor i folioformat och 6 spalter på stor satsyta 47 - 59 x 39,2 -40,7 cm. Prenumerationen var billig och kostade 2,60 kr. Tidningen trycktes i Nya Tryckeri Aktiebolaget med träsnitt och antikva.